# Адай (озеро)
Адай (Среднее Богуты) — высокогорное озеро на территории Кокоринского сельского поселения Кош-Агачского района в юго-восточной части Республики Алтай.

## Описание
Расположено на реке Богуты (левый исток реки Юстыт) в долине Джолийн на высоте 2454,9 метров над уровнем моря между озёрами Богуты (исток реки Богуты) и Богуты (Кок-Куль). Местность безлесая, поросшая степным низкотравьем.

## Этимология
От алт. Адай — самый старший из родственников; возможно личное имя.